# شيرين أبو النجا
شيرين أبو النجا هي ناقدةٌ وروائيةٌ مصرية، وأستاذةٌ في اللغة الإنجليزية وأدب المقارنة في كلية الآداب بجامعة القاهرة. حصلت سنة 2004 على جائزة مؤسسة إنترناشيونال بابو جرافيكال سنتر في كامبريدج بإنجلترا، وهي جائزةٌ تمنح على أساس المساهمات الفكرية والأدبية لكاتب ما على المستويين الإقليمي والمحلي.

## مؤلفاتها
نشرت عددًا من المؤلفات باللغة العربية والإنجليزيَّة، إضافةً إلى مقالاتٍ أدبية نقديّة في مجلاتٍ علمية، ومنها:
- عاطفة الاختلاف: قراءة في كتابات نسوية، الهيئة المصرية العامة للكتاب، القاهرة، 1998.
- نسائي أم نسوى، الهيئة المصرية العامة للكتاب، القاهرة، 2002.
- مفهوم الوطن في فكر الكاتبة العربية، مركز دراسات الوحدة العربية، بيروت، 2003.
- من أوراق شاهندة مقلد، ميريت للطباعة والنشر، القاهرة، 2006.
- الحجاب بين المحلي والعولمي: هوية سياسية أم دينية، المركز الثقافي العربي، 2008.
- خيانة القاهرة، رواية، مكتبة مدبولي، القاهرة، 2009.